# Medalla de Oro de Santo Toribio de Mogrovejo
Die Medalla de Oro de Santo Toribio de Mogrovejo (dt.: Goldmedaille von Santo Toribio de Mogrovejo) ist eine Auszeichnung, die von der peruanischen Bischofskonferenz für besondere Verdienste um die römisch-katholische Kirche in Peru an Laien, Angehörige religiöser Gemeinden, Institutionen, Gruppen oder Gemeinschaften verliehen wird.
Die Auszeichnung wird seit 2002 vergeben, in den Klassen Silber und Gold.

## Preisträger

### 2002
- Dieter Spelthahn, Direktor von Adveniat
- Oskar Saier, Erzbischof von Freiburg
- Enrique Pélach y Feliú, Bischof von Abancay
- Elías Prado Tello, Weihbischof in Cuzco
- Nemesio Rivera Meza, Bischof von Cajamarca
- Ricardo Durand Flórez SJ, Erzbischof von Callao
- Severo Aparicio Quispe OdeM, Weihbischof in Cuzco
- José Ignacio Alemany Grau CSSR, Bischof von Chachapoyas
- José María Izuzquiza Herranz SJ, Bischofsvikar von Jaén
- Venancio Celestino Orbe Uriarte CP, Bischof von Moyobamba
- Lorenzo Rodolfo Guibord Lévesque OFM, Bischofsvikar von San José de Amazonas
- Albano Edward Quinn Wilson OCarm
- Ugo De Censi SDB, Gründer von Operazione Mato Grosso
- Emilio Lorenzo Stehle, Bischof von Santo Domingo de los Colorados und ehemaliger Direktor der Adveniat
- Wolfgang Sauer, Domkapitular der Erzdiözese Freiburg
- Fernando Vargas Ruiz de Somocurcio SJ, Erzbischof von Arequipa
- Federico Richter Fernandez-Prada OFM, Erzbischof von Ayacucho
- Joseph Dammert Bellido, Bischof von Cajamarca
- Eduardo Peña Picher, Militärerzbischof von Peru
- Antonio de Hornedo Correa SJ, Bischof von Chachapoyas
- Florencio Coronado CSSR, Bischof von Huancavelica
- Raimundo Revoredo Ruiz CM, Bischof-Prälat
- Barrueto Jesus Calderon OP, Bischof von Puno
- Manuel Prado Pérez-Rosas SJ, Erzbischof von Trujillo
- Jose Antonio Antunez de Mayolo Barragan SDB
- Antonio Sagrista SJ

### 2003
- Luis Bambarén Gastelumendi SJ, Bischof von Chimbote
- Hogar Clínica San Juan de Dios (50 Jahre)
- Colegio Champagnat (75 Jahre)
- Colegio de la Inmaculada de Lima (125 Jahre)
- Sociedad de Misioneros de San Columbano (50 Jahre)
- Clínica Stella Maris (50 Jahre)
- Asociación de Catequesis Familiar (25 Jahre)

### 2004
- Provincia Franciscana de los Doce Apóstoles
- Lorenzo León Alvarado OdeM, Bischof von Huacho
- Luis Sánchez-Moreno Lira, Erzbischof von Arequipa
- Julio Ojeda Pascual OFM, Bischofsvikar von San Ramon
- Alcides Mendoza Castro, Erzbischof von Cuzco

### 2005
- Florencio Coronado Romaní CSSR, Bischof von Huancavelica
- Blanca Canales Neira, Ärztin

### 2006
- Bernhard Kühnel MSC, Prälat von Caravelí
- William Dermott Molloy McDermott, Bischof von Huancavelica
- Elio Alevi Pérez Tapia SBD, Prälat von Juli
- Victor de la Peña Pérez OFM, Bischofsvikar von Requena

### 2007
- Tarcisio Bertone, Kardinalstaatssekretär und Kardinalkämmerer

### 2009
- Juan José Larrañeta Olleta OP, Bischof des Apostolischen Vikars von Puerto Maldonado
- Juan Luis Martin Buisson PME, Bischof des Apostolischen Vikars von Pucallpa
- José Ignacio Alemany Grau, Bischof von Chachapoyas
- Kamillianer Orden de los Ministros de los Enfermos (Religiosos Camilos)
- Franziskanerinnen von der Unbefleckten Empfängnis (Hermanas Franciscanas de la Inmaculada Concepción)
- Claretiner Väter (Congregación de Misioneros Hijos del Inmaculado Corazón de María)

### 2011
- Miguel La Fay Bardi OCarm, Prälat von Sicuani
- Eduardo Zamora Cubillas FMS, Generalsekretär der peruanischen Bischofskonferenz
- Vicente Guerrero Carbonell, Generalsekretär der peruanischen Bischofskonferenz (1983–1988)